# Vizcondado del Castillo de Genovés
El vizcondado del Castillo de Genovés es un título nobiliario español creado el 23 de marzo de 1900 por la reina regente María Cristina de Habsburgo Lorena y concedido, en nombre del rey Alfonso XIII, en favor de Dolores Frígola y Caruana, hermana de la baronesa de Cortes de Pallás.

## Vizcondes del Castillo de Genovés
|                           | Titular                            | Periodo                   |
| Creación por Alfonso XIII | Creación por Alfonso XIII          | Creación por Alfonso XIII |
| ------------------------- | ---------------------------------- | ------------------------- |
| I                         | Dolores Frígola y Caruana          | 1900-1941                 |
| II                        | María Victoria de Carlos y Escrivá | 1951-1962                 |
| III                       | José María Hernández de Carlos     | 1963-2020                 |
| IV                        | Gonzalo Hernández de Arana         | 2021-hoy                  |

## Historia de los vizcondes del Castillo de Genovés
- Dolores Frígola y Caruana (m. Valencia, 27 de febrero de 1941), I vizcondesa del Castillo de Genovés.[1]

Casó con Antonio Alcober y Beltrán, general de brigada de Estado Mayor y mayordomo de semana del rey. Sin descendencia. El 4 de abril de 1952, tras solicitud cursada el 14 de febrero de 1951 (BOE del día 24) y orden del 17 de noviembre del mismo año para que se expida la correspondiente carta de sucesión (BOE del día 23), le sucedió su sobrina segunda:
- María Victoria de Carlos y Escrivá (1913-1962), II vizcondesa del Castillo de Genovés.[1]

Casó con José María Hernández Corredor. El 13 de diciembre de 1963, tras solicitud cursada el 14 de mayo del mismo año (BOE del día 25) y orden del 24 de julio para que se expida la correspondiente carta de sucesión (BOE del 16 de agosto), le sucedió su hijo:
- José María Hernández de Carlos, III vizconde del Castillo de Genovés.

Casó, en primeras nupcias, con María Inés de Arana y Bernieri.
Casó, en segundas nupcias, con María del Pilar Ruano Aguado. Le sucedió, en 2021, su hijo:
- Gonzalo Hernández de Arana, IV vizconde del Castillo de Genovés.